# 1547 Nele
1547 Nele (1929 CZ) là một tiểu hành tinh vành đai chính được phát hiện ngày 12 tháng 2 năm 1929 bởi P. Bourgeois ở Uccle.